# Acacia viscidula
Acacia viscidula är en ärtväxtart som beskrevs av George Bentham. Acacia viscidula ingår i släktet akacior, och familjen ärtväxter. Inga underarter finns listade i Catalogue of Life.